# Langenargen
Langenargen is een plaats in de Duitse deelstaat Baden-Württemberg, en maakt deel uit van het Bodenseekreis.
Langenargen telt 7.643 inwoners.

## Indeling van de gemeente

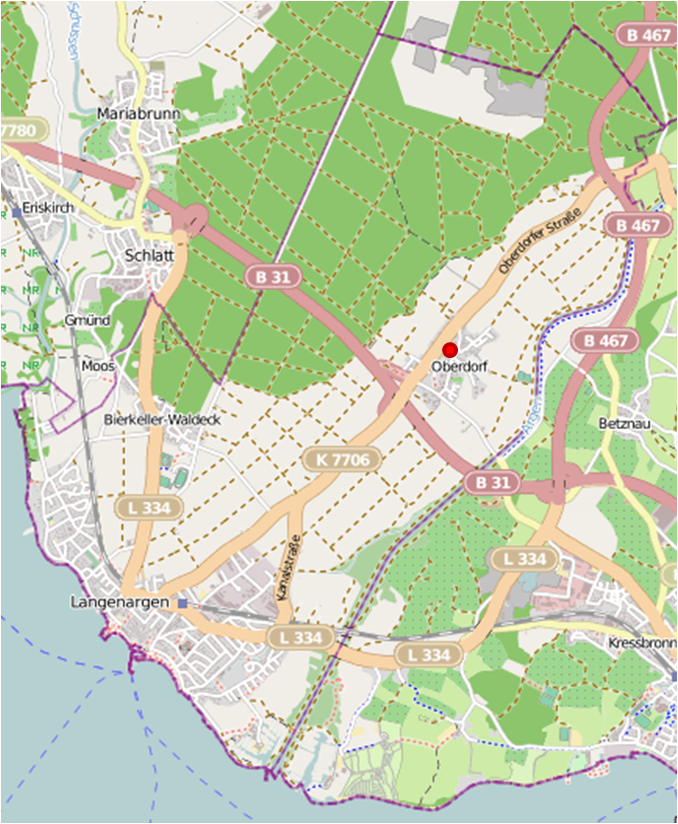
De Ortsteile van Langenargen. Oberdorf is met een rode stip gemerkt.

De gemeente Langenargen bestaat uit het dorp van die naam, dat aan het Bodenmeer ligt, uit het 750 à 1000 inwoners tellende Oberdorf, 5 à 6 kilometer meer naar het noorden, en enige gehuchten en zogenaamde Wohnplätze, dat zijn plaatsen, die van oorsprong uit één huis, molen of boerderij bestaan. Eén daarvan heet Bierkeller.

## Naburige gemeentes
- Eriskirch
- Tettnang
- Kressbronn am Bodensee

## Geografie

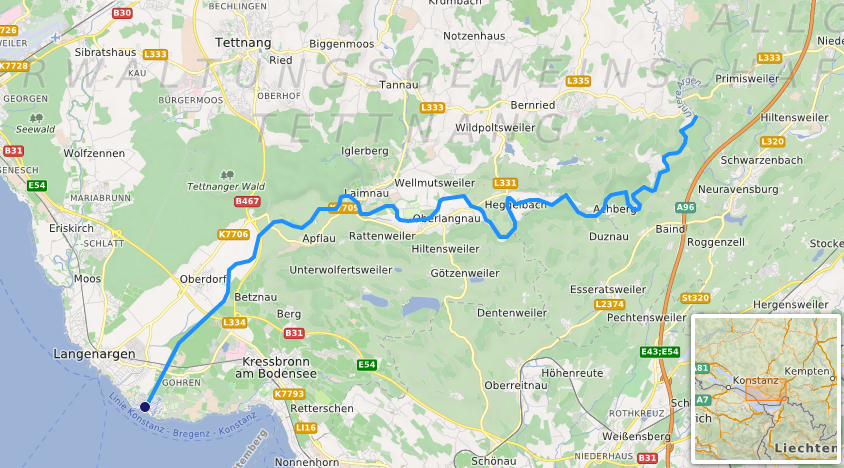
Benedenloop van de rivier Argen

De gemeente ligt aan het Bodenmeer, bij de monding van het riviertje de Argen daarin.

## Infrastructuur

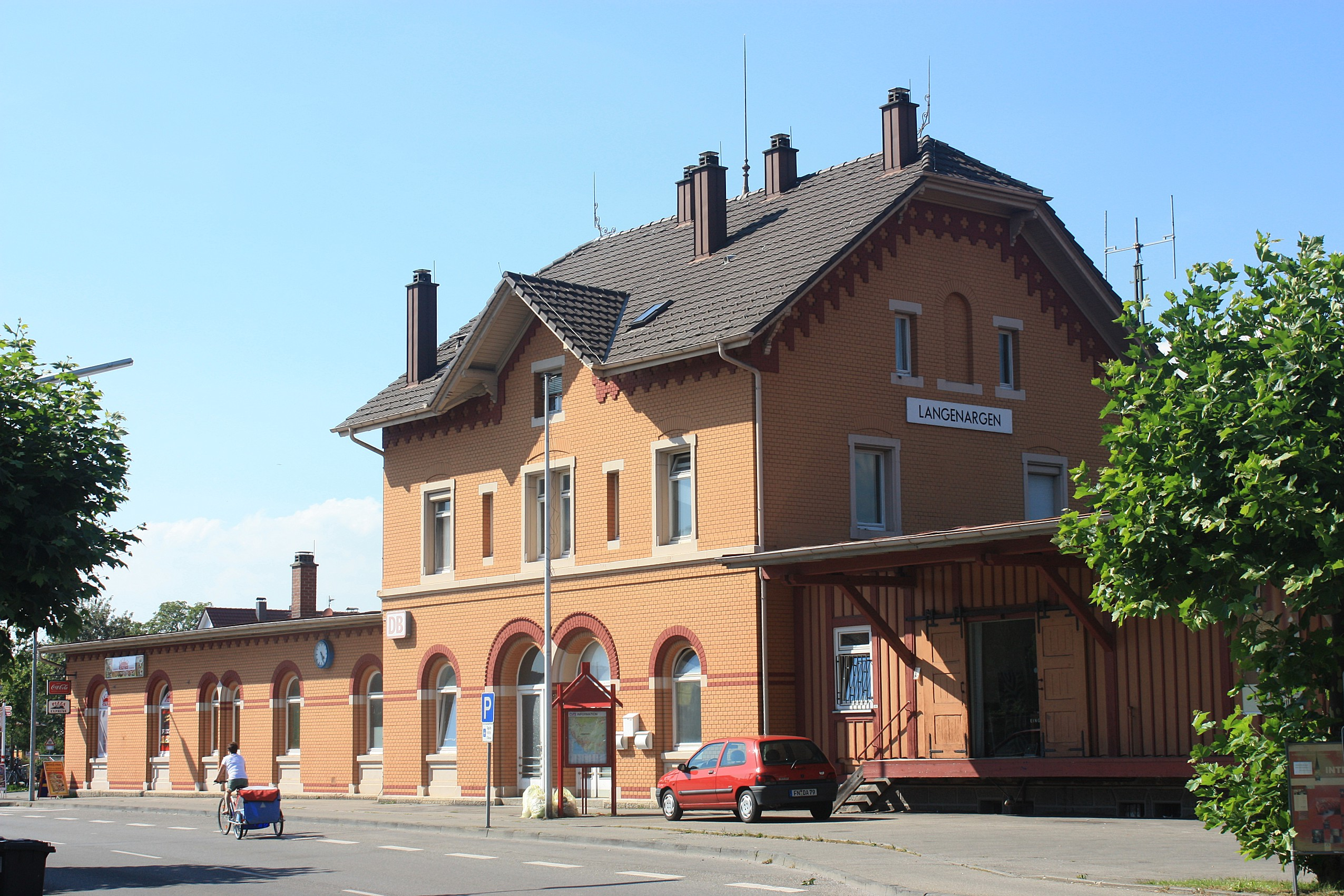
Station

In 1899 verkreeg Langenargen aansluiting op het spoorwegnet. Het heeft een station aan een spoorlijn tussen Friedrichshafen en Lindau (station Lindau-Aischach). Daar worden de treinen aan- of afgekoppeld voor het korte traject naar en vanuit Station Lindau Insel.

## Geschiedenis
De gemeente behoorde tot 1805 steeds tot de gebieden van rooms-katholieke heersers, waaronder lange tijd het graafschap Montfort. Zie ook: Tettnang, waarvan de geschiedenis veel overeenkomsten vertoont met die van Langenargen. 

## Afbeeldingen

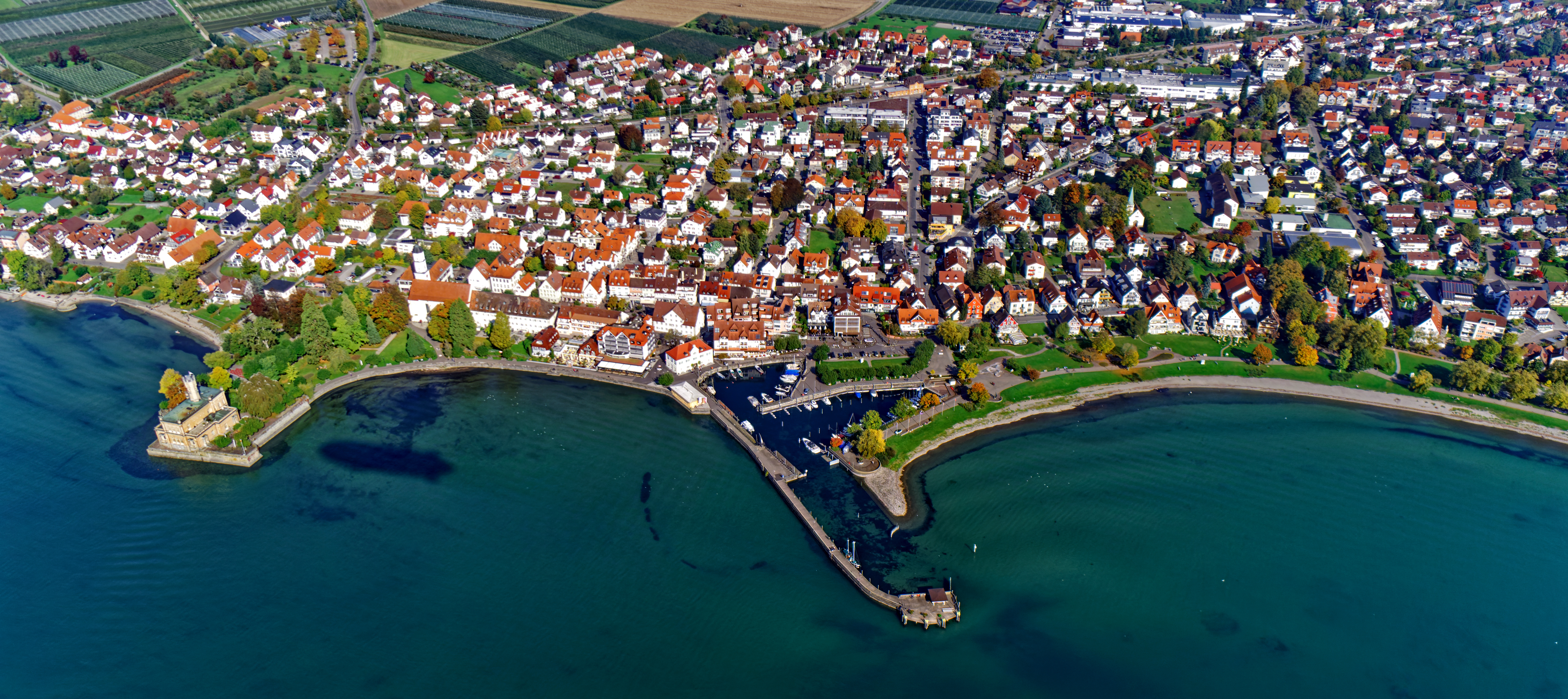
Luchtfoto van Langenargen uit 2020
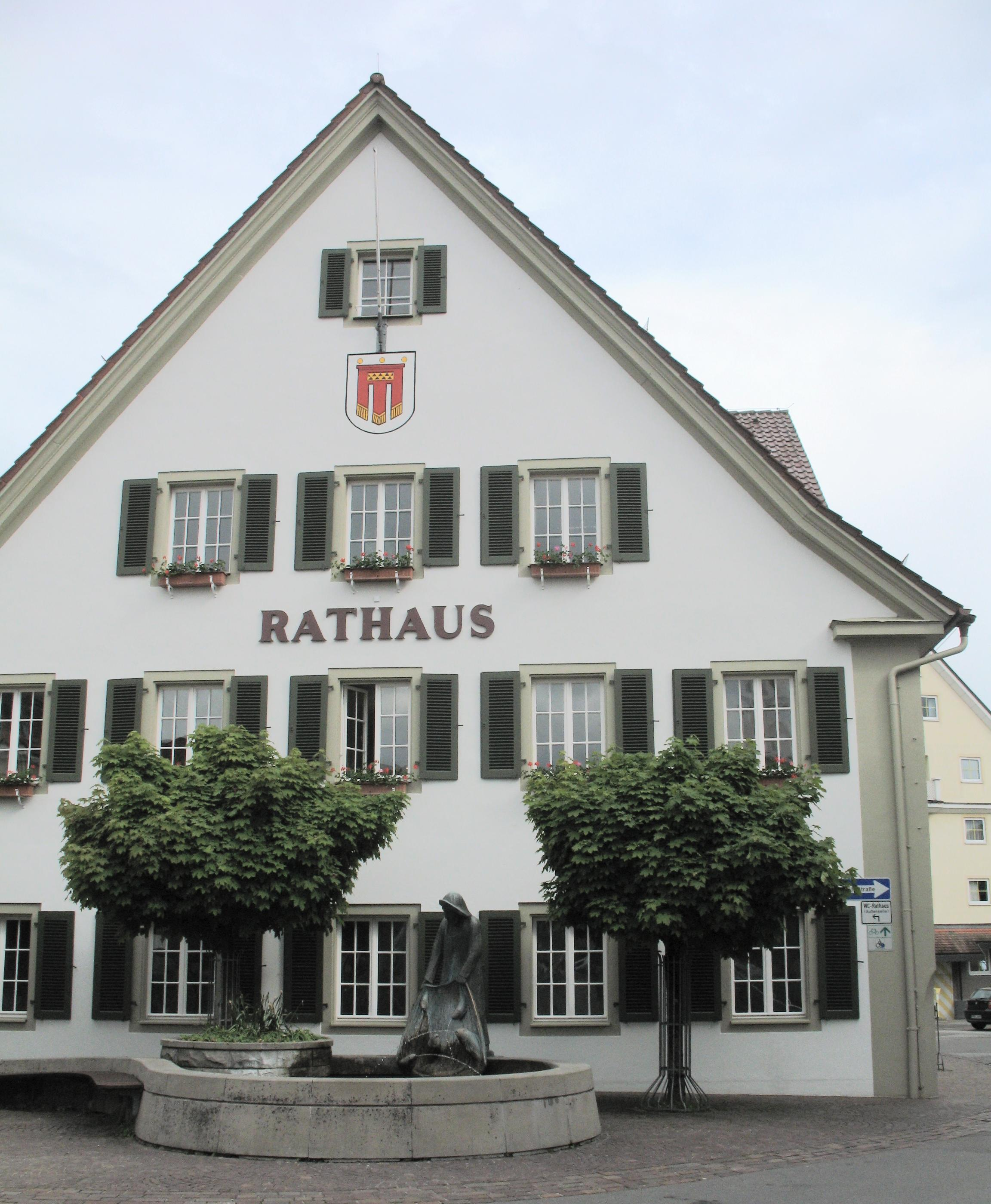
Gemeentehuis, voorzien van het wapen van het graafschap Montfort

Bermatingen ·
Daisendorf ·
Deggenhausertal ·
Eriskirch ·
Frickingen ·
Friedrichshafen ·
Hagnau am Bodensee ·
Heiligenberg ·
Immenstaad am Bodensee ·
Kressbronn am Bodensee ·
Langenargen ·
Markdorf ·
Meckenbeuren ·
Meersburg ·
Neukirch ·
Oberteuringen ·
Owingen ·
Salem ·
Sipplingen ·
Stetten ·
Tettnang ·
Überlingen ·
Uhldingen-Mühlhofen